# Impflingen

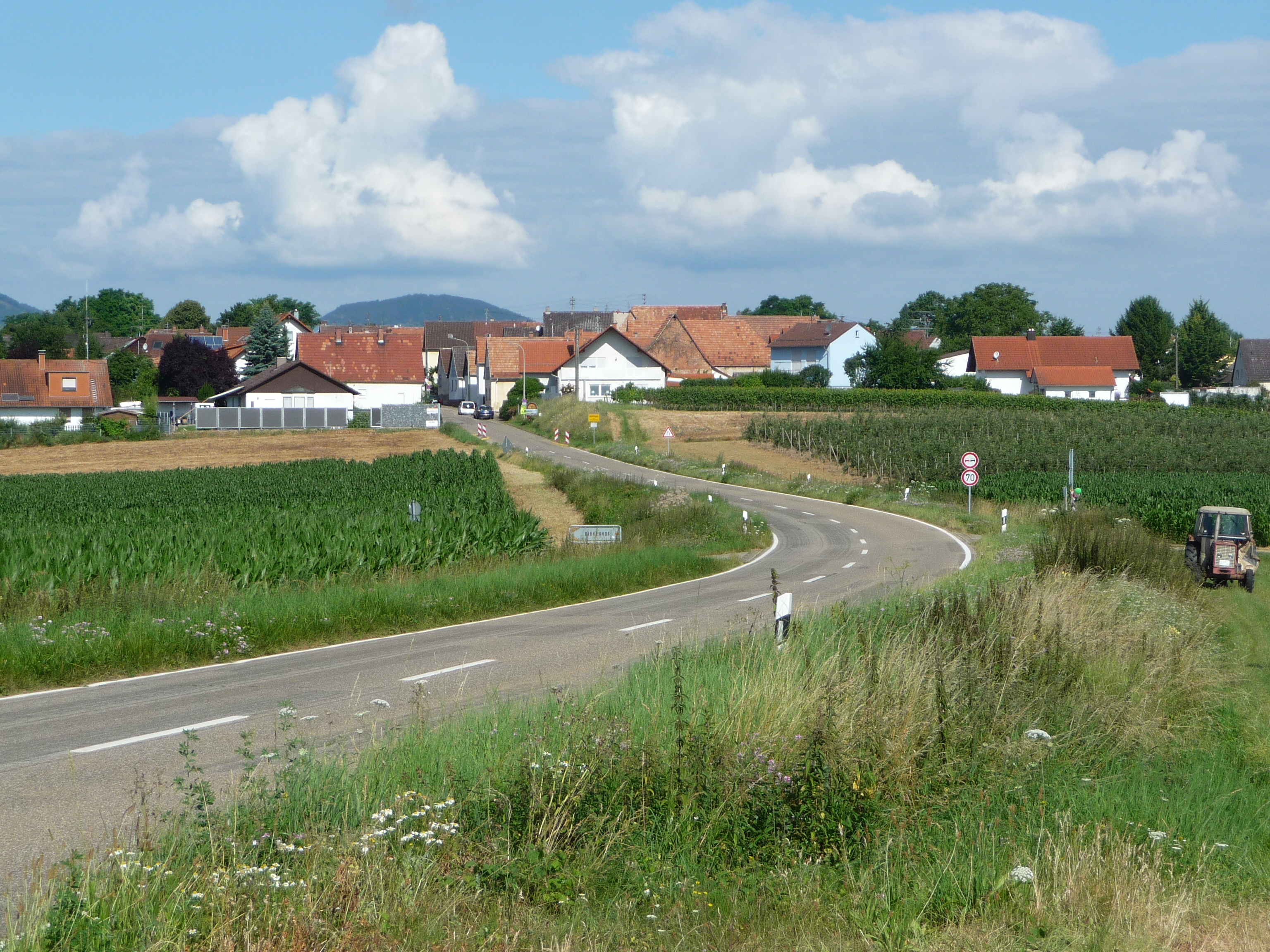
Ortsbild von Impflingen

Impflingen ist eine Ortsgemeinde im Landkreis Südliche Weinstraße in Rheinland-Pfalz. Sie gehört der Verbandsgemeinde Landau-Land an, die ihren Verwaltungssitz in der Stadt Landau in der Pfalz hat.

## Geographische Lage
Der Quodbach fließt in West-Ost-Richtung mitten durch das Siedlungsgebiet. Zu Impflingen gehören die Wohnplätze Birkenhof, Gertrudenhof, Petershof und Sonnenberghof. Nachbargemeinden sind – im Uhrzeigersinn – Landau in der Pfalz, Insheim, Rohrbach und Billigheim-Ingenheim.

## Geschichte
Der Ort wurde erstmals 1135 in einer Urkunde des Klosters Klingenmünster als „Emphlingen“              erwähnt. Zeitweise besaß er den Status eines Reichsdorfes. Bis zum Ende des 18. Jahrhunderts gehörte Impflingen zur Kurpfalz und innerhalb dieser dem Oberamt Germersheim sowie dem Amt Billigheim.
Von 1798 bis 1814, als die Pfalz ein Teil der Französischen Republik (bis 1804) und anschließend ein Teil des Napoleonischen Kaiserreichs war, war Impflingen in den Kanton Annweiler eingegliedert und unterstand der  Mairie Göcklingen. 1815 hatte die Gemeinde insgesamt 500 Einwohner. Im selben Jahr wurde der Ort Österreich zugeschlagen. Bereits ein Jahr später wechselte er wie die gesamte Pfalz in das Königreich Bayern und in dieser Zeit in den Kanton Landau. Von 1818 bis 1862 gehörte Impflingen zum Landkommissariat Landau; aus diesem ging das Bezirksamt Landau hervor.
Ab 1939 war der Ort Bestandteil des Landkreises Landau. Nach dem Zweiten Weltkrieg wurde Impflingen innerhalb der französischen Besatzungszone ein Teil des damals neu gebildeten Landes Rheinland-Pfalz. Im Zuge der ersten rheinland-pfälzischen Verwaltungsreform wechselte die Gemeinde am 7. Juni 1969 in den neu geschaffenen Landkreis Landau-Bad Bergzabern, der 1978 in Landkreis Südliche Weinstraße umbenannt wurde. 1972 wurde die Gemeinde der ebenfalls neu gebildeten Verbandsgemeinde Landau-Land zugeordnet.

## Politik

### Gemeinderat
Der Gemeinderat in Impflingen besteht aus zwölf Ratsmitgliedern, die bei der Kommunalwahl am 9. Juni 2024 in einer personalisierten Verhältniswahl gewählt wurden, und dem ehrenamtlichen Ortsbürgermeister als Vorsitzendem.
Die Sitzverteilung im Gemeinderat:
| Wahl | SPD | CDU | Grüne | FWG | Gesamt   |
| ---- | --- | --- | ----- | --- | -------- |
| 2024 | 3   | 4   | –     | 5   | 12 Sitze |
| 2019 | 4   | 4   | –     | 4   | 12 Sitze |
| 2014 | 6   | 4   | –     | 2   | 12 Sitze |
| 2009 | 6   | 3   | 1     | 2   | 12 Sitze |
| 2004 | 5   | 3   | 1     | 3   | 12 Sitze |

- FWG = Freie Wählergruppe Impflingen e. V.

### Bürgermeister
Holger Kurz (FWG) wurde am 21. August 2019 Ortsbürgermeister von Impflingen. Bei der Direktwahl am 26. Mai 2019 war er mit einem Stimmenanteil von 60,91 % für fünf Jahre gewählt worden. Bei der Direktwahl am 9. Juni 2024 wurde Kurz als einziger Bewerber mit 86,5 % für weitere fünf Jahre in seinem Amt bestätigt.
Der Vorgänger von Kurz, Günter Flicker (SPD), hatte nach 20 Jahren im Amt nicht erneut kandidiert.

### Wappen
| Wappen von Impflingen | Blasonierung: „In Gold ein roter Ring, in dessen silbernem Innern ein schwebendes gerundetes schwarzes Tatzenkreuz.“ |
| Wappen von Impflingen | |

## Kultur
Auf der Gemarkung der Gemeinde befinden sich 17 Objekte, die unter Denkmalschutz stehen. Noch am Ende der 1990er Jahre existierte auf dem Gemeindegebiet ein Baum, an dem Äpfel der Sorte Heimeldinger wuchsen. Der Impflinger Carneval Verein kürt zu Karneval jährlich Prinz und Prinzin.

## Infrastruktur

### Wirtschaft
Impflingen ist ein Winzerort und als solcher Teil des Weinanbaugebiets Pfalz. Vor Ort existiert die Einzellage Abtsberg (331,4 ha). Diese gehört zur Großlage Herrlich im Bereich Südliche Weinstraße.

### Verkehr
Die ehemals den Ort durchquerende Bundesstraße 38 wurde mit einer im August 2020 eröffneten ostseitigen Ortsumgehung verlegt. Von der B 38 zweigen die Landesstraße 554 und die Kreisstraße 54 ab. Die Buslinie 541 des Verkehrsverbundes Rhein-Neckar verbindet die Gemeinde mit Landau in der Pfalz und Bad Bergzabern.

## Persönlichkeiten

### Söhne und Töchter des Ortes
- John Peter Zenger (1697–1746), deutsch-amerikanischer Publizist und Verleger
- Eduard Schmurr (1906–1964), Politiker (FDP)

### Personen, die vor Ort gewirkt haben
- Hugo Schultz (1933–2024), Autor, lebte in Impflingen